# Sylvie Béguin
Sylvie Béguin, née le 10 octobre 1919 à Saint-Malo et morte le 20 mars 2010 à Ivry-sur-Seine, est une historienne de l'art française, spécialiste de la Renaissance italienne et française au XVIe siècle.

## Biographie
Après des études de philosophie et d'histoire de l'art, diplômée de l'École du Louvre, elle commence sa carrière au Musée du Louvre en 1946 en qualité de chargée de mission au département des peintures, sous la direction de René Huyghe.
Elle soutient une thèse, en 1950, portant sur le maniériste italien Nicolò dell'Abbate et s'impose comme la spécialiste de l'école de Fontainebleau.
Elle a été commissaire de plusieurs expositions importantes au Musée du Louvre et au Grand Palais et a enseigné à l'Ecole du Louvre.

## Publications
- L'École de Fontainebleau, Gonthier-Seghers, 1960
- Donation Picasso: la collection personnelle de Picasso, Réunion des Musées Nationaux, 1978
- (en) Sylvie Béguin, « Two Drawings by Michel Rochetel », Master Drawings, vol. 19, no 2,‎ 1981, p. 157-160 (JSTOR 1553548)
- Léonard de Vinci au Louvre, Réunion des Musées Nationaux, 1983
- La Galerie d'Ulysse à Fontainebleau, avec Jean Guillaume et Alain Roy, PUF, 1985
- Dessins de la Donation Marcel Puech au Musée Calvet, Avignon (dir.), Réunion des Musées Nationaux, 1998
- Titien, Flammarion, 2006